# Gustav von Rümelin
Christian Heinrich Wilhelm Gustav von Rümelin, född 26 mars 1815 i Ravensburg, Württemberg, död 28 oktober 1889 i Tübingen, Württemberg, var en tysk politiker och statistiker. Han var far till Gustav Rümelin och Max von Rümelin.

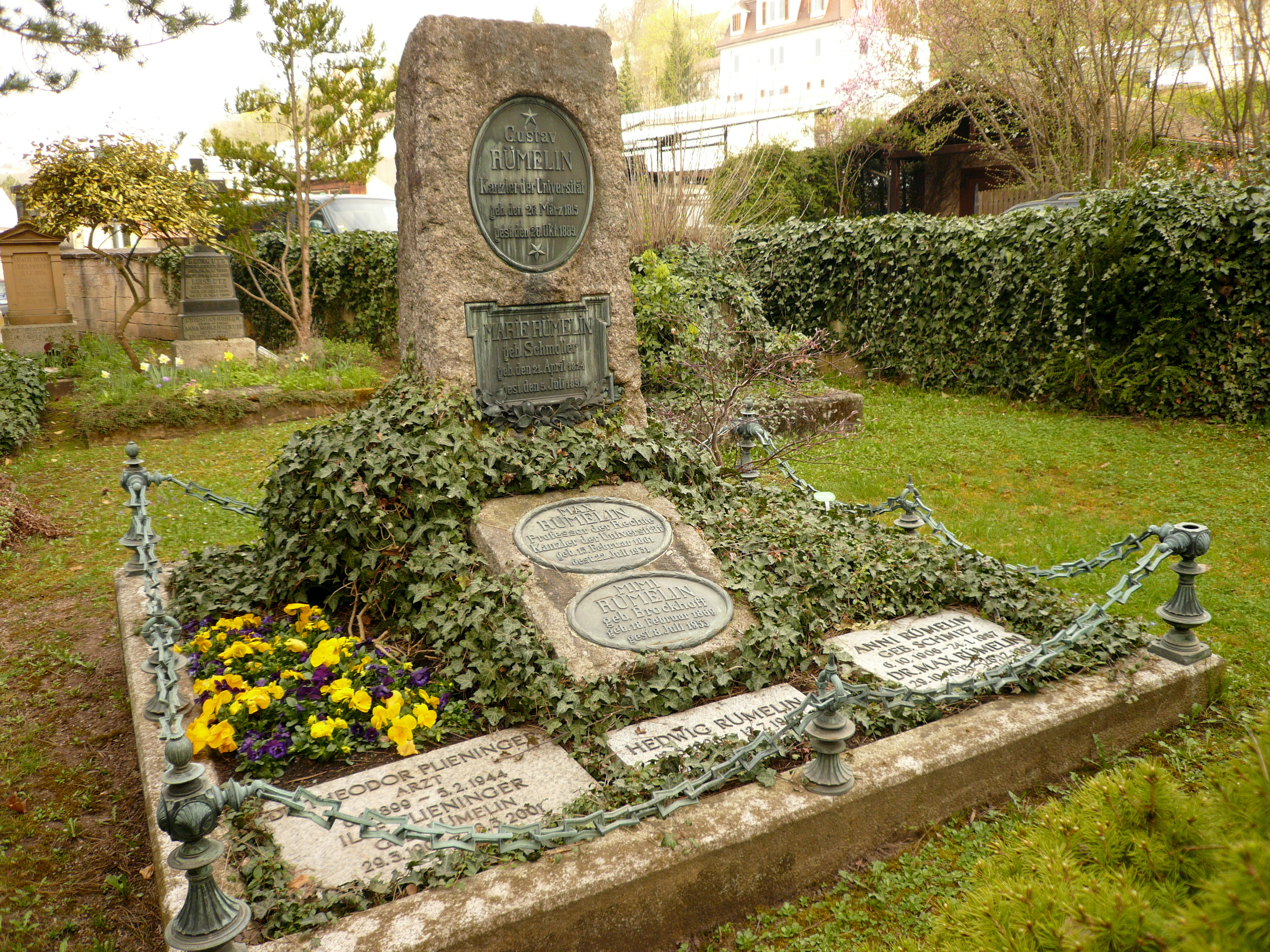
Rümelins grav på Stadtfriedhof i Tübingen.

Rümelin studerade teologi vid Tübingens universitet, blev latinskolerektor och valdes 1848 till medlem av Frankfurtparlamentet, blev 1856 statsråd och departementschef för kyrko- och skolväsendet i Württemberg, 1862 direktör för statens statistisk-topografiska byrå samt 1867 docent i statistik och filosofi vid universitetet i Tübingen samt dess kansler 1870.
Rümelin utövade en bred författarverksamhet och bland hans skrifter kan nämnas Shakespeare-Studien (1866; andra upplagan 1874), Die Berechtigung der Fremdwörter (1874; tredje upplagan 1887) och Aus der Paulskirche (utgiven postumt 1892). Hans Reden und Aufsätze utkom i tre olika samlingar (1875, 1881 och 1894). Statistiska och demografiska ämnen behandlas i flera av dessa essäer, och i Gustav von Schönbergs nationalekonomiska handbok skrev han avhandlingarna om statistik och befolkningslära. Han gav i hög grad sitt stöd till Thomas Robert Malthus, men ansåg att denne inte tagit tillräcklig hänsyn till vissa, av förnuftsskäl eller sociala skäl betingade, hinder för befolkningstillväxten. 
Rümelin uppdelade statistiken i två avdelningar: den ena, den egentliga, vore en metodologisk hjälpvetenskap för olika empiriska vetenskaper rörande det mänskliga livet; den andra vore demografin, en självständig disciplin på gränsområdet mellan geografi och samhällsvetenskap. Han hade en väsentlig andel i det geografisk-statistiska samlingsverket "Das Königreich Württemberg" (1863; ny upplaga 1884).